# Imre Sándor (pedagógus)
Imre Sándor (Hódmezővásárhely, 1877. október 13. – Budapest, 1945. március 11.) magyar pedagógus, művelődéspolitikus.
Magyarországon elsőként indítványozta 1926-ban a lélektannak, mint külön diszciplínának egyetemen való oktatását. Tervei 1929-ben váltak valóra a szegedi egyetemen.

## Családja
Református családban született, nagyapja, Imre Sándor (1820−1900) a magyar nyelv és irodalom rendes tanára volt a kolozsvári Magyar Királyi Ferenc József Tudományegyetemen. Édesapja Imre József (1851–1933) orvos, édesanyja Szabó Kornélia. Testvére Imre József (1884–1945) orvos, szemész, egyetemi tanár.

## Életpályája
Ifjabb Imre Sándor felsőfokú tanulmányokat a kolozsvári Magyar Királyi Ferenc József Tudományegyetemen folytatott 1894–1898 között, német-magyar szakos középiskolai tanári diplomát szerzett 1898-ban, egyetemi doktor ugyancsak 1898-ban lett (értekezése: Alvinczi Péter kassai  magyar pap élete). Példaképe, tanító mestere Schneller István volt. Németországi egyetemeken (Heidelberg, Lipcse, Strassburg, Berlin, Jéna) járt tanulmányúton az 1899-es és az 1900-as évben. Hazatérve a Kolozsvári Református Főgimnázium tanára volt. 1904/1905-től habilitálták egyetemi magántanárrá A magyar nevelés története tárgykörben a kolozsvári Magyar Királyi Ferenc József Tudományegyetemen, egyetemi magántanári kinevezését 1910-ben erősítették meg. 1912-től a budapesti Magyar Királyi Tudományegyetemen lett magántanár.  1908–1918 között a Budapesti Polgári Iskolai Tanítóképző (Paedagogium) pedagógiai tanára, majd igazgatója volt. 1912-ben jelent meg Nemzetnevelés. Jegyzetek a magyar művelődéspolitikához című tanulmánykötete. 1915-ben Országos Közoktatási Tanács tagja lett, s az 1940-es években annak egyik alelnöke is volt. 1913–1918 között a Magyar Paedagogia folyóirat szerkesztője és megindította, szerkesztette a  Magyar Paedagogiai Társaság Könyvtárát (1917). 1918-tól, rövid megszakítással 1924-ig, előbb helyettes-államtitkári, majd adminisztratív államtitkári funkciót töltött be a Vallás- és Közoktatásügyi Minisztériumban. Az Ideiglenesen megbízott hivatalnokkormánynak ügyvivő vallás- és közoktatási minisztere volt (1919. augusztus 7.–1919. augusztus 15.).
Imre Sándort 1925-ben habilitálták egyetemi tanárrá Szegeden, s ekkor nevezték ki a szegedi Ferenc József Tudományegyetem Pedagógiai Tanszékének élére tanszékvezető egyetemi tanárnak. 1925–1934-ig elsősorban Szegeden tevékenykedett, s már 1926. október 20-án felterjesztette a karnak kérelmét: szükséges egy új pedagógiai-lélektani tanszék felállítása, mely teret nyithatna a pedagógiai-lélektani kísérleteknek, s egyben tehermentesítené a filozófia tanszéket a lélektan oktatása alól. A következő tudományágakkal óhajtotta bővíteni az oktatást: általános lélektan, a gyermek- és ifjú kor lélektana, gyógypedagógia, pszichotechnika, pedagógiai szomatológia. Szakmai segítségével támogatta a szegedi Állami Polgári Iskolai Tanárképző Főiskola gyakorlóiskolájában  létrejött reformpedagógiai elvek alapján működő iskolát és  A cselekvés iskolája folyóiratot. Kapcsolatot tartott Domokos Lászlóné Új iskolájával is.
Imre Sándor pedagógiaprofesszor Bartók György filozófiaprofesszorral együtt állt ki a pedagógiai-lélektani intézet felállítása mellett. Végül az egyetem rossz anyagi helyzete ellenére is, 1929-ben létrehozták a II. sz. pedagógiai-lélektani intézetet, melynek élére Várkonyi Hildebrand Dezsőt nevezték ki nyilvános rendes tanárnak. Klebelsberg Kunó kultuszminiszter szervező munkája révén jöhetett létre a II. sz. Filozófia Tanszék, a II. sz. Irodalom Tanszék, s a II. sz. Pedagógia Lélektani Intézet, mindegyik élére ezúttal a katolikus püspökség kívánságára katolikus felekezetű tanárokat nevezett ki a kultuszminiszter, bár a miniszter nem volt híve az egyetemi állások betöltésénél a felekezet szerinti megkülönböztetésnek. 1934-ben Imre Sándor a szegedi I. sz. Pedagógia tanszék éléről Budapestre távozott, ahol haláláig a budapesti József Nádor Műszaki és Gazdaságtudományi Egyetem pedagógiai tanszékének vezetője volt. Szegedi távozása után szervezeti változás következett be a szegedi Ferenc József Tudományegyetemen, az I. sz. Pedagógiai Intézetet beolvasztották a II. számú Pedagógiai Lélektani Intézetbe, ez lett a Pedagógiai Lélektani Intézet.
Sokat foglalkozott egyháza, a magyarországi református egyház, iskoláinak ügyeivel. 1925. január 21-én a budapesti református egyházmegye közgyűléseire világi képviselőnk választották, majd az egyházkerület tanügyi előadója lett.
Imre Sándor, Szeged után, még egy évtizedet eredményes pedagógiai munkássággal töltött Budapesten, előadásokat tartott, tanulmányokat, cikkeket, könyveket publikált. Érdeklődésének középpontjában a nemzetnevelés állt. Foglalkoztatta a reformpedagógia, módszereinek elterjesztését támogatta. 1945-ben halt meg, a Farkasréti temetőben helyezték örök nyugalomra.

## Művei (válogatás)
- Gróf Széchenyi István nézetei a nevelésről. Budapest, 1904. 271 o.
- Széchenyi és a nemzetnevelés. Kolozsvár, 1910. 21 o.
- A nevelés sorsa és a szocializmus. Az iskolai nevelés lehetőségei és a szocialisták nézetei a nevelésről. A tárgyias nevelői gondolkodás érdekében. Budapest, 1909. 131 o.
- Nemzetnevelés. Jegyzetek a magyar művelődési politikához. Budapest-Kolozsvár, 1912. 234 o.
- A köznevelés belső egysége és a nemzeti egység. (In: A háború és az iskola. Budapest, 1915. 65-102. old. Online)
- Mi a nemzetnevelés? Budapest, 1919. 24 o.
- A magyar nevelés körvonalai. Tizenkét dolgozat. Budapest, 1920. 159. o.
- A családi nevelés főkérdései. Bevezetés a szülői gondolkodásba. Budapest, 1925. 154 o.
- Neveléstan. Bevezetés az iskolai nevelés munkájba. Budapest, 1928. 336 o. (Hasonmás kiadása 1995-ben jelent meg Pukánszky Béla tanulmányával, Budapest, OPKM. ISBN 9637644261)
- Népiskolai neveléstan. A tanítóképőintézeti tanterv alapján. Budapest, 1932. 160 o.
- A család békéje. Budapest, 1935. 52 o.
- A neveléstudomány magyar feladatai.[6]  Szeged, 1935. 136 o.
- Háborús élet, megújhodás, nemzetnevelés. Budapest, 1942. 348 o.

## Tudományos tisztség
- Országos Közoktatási Tanács tag (1915–1945)
- Magyar Paedagogia c. szakfolyóirat szerkesztője (1913–1921)

## Társasági tagság
- Erdélyi Múzeum Egyesület (titkár 1904–1908)
- Magyar Paedagogiai Társaság (1906–1945)
- Magyar Pszichológiai Társaság (választmányi tag)
- Magyar Pestalozzi Társaság (1906–)
- Magyar Gyermektanulmányi Társaság (1908–)
- Magyar Filozófiai Társaság (választmányi tag 1913–)
- Irodalomtörténeti Társaság (választmányi tag 1913–)

## Külső hivatkozások
- Pukánszky Béla: Imre Sándor neveléstana és műveinek válogatott bibliográfiája
- A Farkasréti temető felszámolt síremlékeinek válogatott jegyzéke